# Francesco Saverio Salerno
Francesco Saverio Salerno (* 27. August 1928 in Caserta, Italien; † 21. Januar 2017) war ein italienischer Geistlicher und Kurienbischof der römisch-katholischen Kirche.

## Leben
Nach dem Studium der Katholischen Theologie und Philosophie empfing Francesco Saverio Salerno am 16. März 1952 das Sakrament der Priesterweihe für das Bistum Rom. Salerno wurde an der Päpstlichen Universität Gregoriana zum Doktor der Theologie promoviert. Außerdem wurde er an der Päpstlichen Lateranuniversität im Fach Kanonisches Recht und an der Sapienza-Universität von Rom im Fach Zivilrecht promoviert.
Von 1952 bis 1958 war Francesco Saverio Salerno als Assistenz-Priester in den römischen Pfarreien San Giustino, San Saturnino und San Francesco Saverio tätig. 1958 wurde Salerno Mitarbeiter im Büro für Eherecht im Generalvikariat Rom und Defensor vinculi am Kirchengericht der Kirchenregion Latium. Von 1962 bis 1970 war er Leiter des Büros für Recht im Generalvikariat Rom. Papst Paul VI. verlieh ihm am 10. Dezember 1964 den Ehrentitel überzähliger Geheimkämmerer Seiner Heiligkeit. 1970 wurde Francesco Saverio Salerno Mitarbeiter der Präfektur für die ökonomischen Angelegenheiten des Heiligen Stuhls. Zudem wurde er Referendar am Obersten Gerichtshof der Apostolischen Signatur. Papst Paul VI. verlieh ihm am 30. April 1976 den Titel Ehrenprälat Seiner Heiligkeit. Er war langjähriger Kaplan der Lateranbasilika.
Er war zudem Professor für Kirchenrecht an verschiedenen päpstlichen Universitäten wie der Lateranuniversität und der Gregoriana sowie Professor des Staatskirchenrechts an verschiedenen staatlichen Universitäten wie der Universität La Sapienza in Rom.
Am 20. Dezember 1997 ernannte ihn Papst Johannes Paul II. zum Titularbischof von Caere und zum Sekretär der Präfektur für die ökonomischen Angelegenheiten des Heiligen Stuhls. Die Bischofsweihe spendete ihm Johannes Paul II. am 6. Januar 1998; Mitkonsekratoren waren die Kurienerzbischöfe Giovanni Battista Re, Offizial im Staatssekretariat, und Jorge María Mejía, Sekretär der Kongregation für die Bischöfe. Am 23. Oktober 1998 bestellte ihn Papst Johannes Paul II. zum Sekretär des Obersten Gerichtshofs der Apostolischen Signatur.
Am 30. Dezember 2003 nahm Papst Johannes Paul II. Salernos aus Altersgründen vorgebrachtes Rücktrittsgesuch vom Amt des Generalsekretärs der Apostolischen Signatur an.